# القلايع (ودكة)
القلايع هي إحدى مشيخات المملكة المغربية، تتبع جغرافيا لإقليم تاونات وإداريًا لودكة. يقدر عدد سكانها بـ 5357 نسمة حسب الإحصاء الرسمي للسكان والسكنى لسنة 2004.